# Рогачицька культура
Рогачицька культура - археологічна культура мідної доби Півдня України.

## Азово-Чорноморська лінія розвитку степової мідної доби
Рогачинська культура мала культурні зв’язки та риси південно-східного, кавказького напряму.
Першим дослідником Азово-чорноморську лінію розвитку був В.М. Даниленко. Його дослідження набули розвитку у працях сучасних археологів. Для таких племен характерні південно-східні напрями на Крим або навколо Азовського моря з загальною прив’язкою у сторону Кавказу. Кавказький вектор відносин давніх племен України розробляє А.Л. Нечитайло.

## Походження
Значна роль у її формуванні належить племенам нижньомихайлівської культури. 

## Дослідження
Рогачинський тип пам’яток спочатку виділено Олімпіадою Шапошниковою після розкопок у 1950-ті роки поселень Нижній Рогачик та Михайлівка (середній шар) на півночі Херсонської області. На початку XXI сторіччя Л.А. Спіцина виділлила Рогачицьку культуру.
Після відкриття поховань в Орільсько-Самарському межиріччі експедицією І.Ф. Ковальової Олимпія Шапошнікова зазначає, що ранній етап ямної культури в Україні репрезентовано двома локальними типами пам’яток — репінськими та типу Михайлівка-II (тепер відноситься до рогачинської культури). Проте у степах північного Надчорномор'я та Надозів'я повністю відсутні репінські пам'ятки.

## Поширення
Нижня Наддніпрянщина, Надпоріжжі й далі на захід до Південного Бугу, та на Схід до степового Криму.
Олимпія Шапошникова розділила межі рогачинської (дніпрові правобережній та лівобережний степ) та репінської (лівобережний лісостеп України) культури.

## Будинки
На середньому шарі Михайлівки у нижньому будівельному горизонті будували заглиблені будівлі, а у вищому будівельному горизонті - вже наземні. 

## Гончарство
Ліпний посуд вирізнявся високими вінцями, пологими плічками, опуклим тулубом, що переходив в округле, інколи — сплощене дно. 
Зрідка трапляються високі круті плічка, характерні вже для доби ранньої бронзи. 
Серед виявленого посуду переважають горщики, декоровані спочатку переважно гребінчастим штампом, а пізніше — шнуровим та наколами у верхній частині. 

## Поховання
Поховання влаштовували у ґрунтових ямах під могильними насипами за обрядом інгумації, у скорченому стані, з несталою орієнтацією небіжчиків. 
Супровідні речі у похованнях — маленькі круглодонні горщики, схожі на великі з поселень.